# Carlos Manuel Piedra
Pour les articles homonymes, voir Piedra.
 (novembre 2021).
Si vous disposez d'ouvrages ou d'articles de référence ou si vous connaissez des sites web de qualité traitant du thème abordé ici, merci de compléter l'article en donnant les références utiles à sa vérifiabilité et en les liant à la section « Notes et références ».
Carlos Manuel Piedra y Piedra (ou Carlos Modesto Piedra y Piedra) (né en 1895 et mort le 1988) est un homme d'État. Il a été un seul jour (le 2 janvier 1959), président de Cuba, pendant l'intérim du pouvoir lors de la révolution cubaine, Fulgencio Batista et le dirigeant révolutionnaire Fidel Castro.

## Biographie
Il fut désigné comme président par une junte dirigée par Eulogio Cantillo conformément à la constitution cubaine. Il était auparavant doyen des juges de la Cour suprême. Cette désignation fut annulée du fait de l'opposition de Fidel Castro qui estimait que le président aurait dû être Manuel Urrutia Lleó.
Carlos Manuel Piedra était marié à María Luisa Martínez Díaz et avait deux filles, Isis et Flavia Piedra Martínez.